# نسبت نور گرمایی
نسبت نور گرمایی (انگلیسی: Photothermal ratio)نیز به نام گرمایی خارج‌قسمت است که مشخص‌کننده میزان نور موجود در گیاهان نسبت به سطح دما است. این شاخص در توصیف  زیست‌شناسی گیاه به کار می‌رود تا محیط رشد گیاهان را مشخص کند.

## دلیل
هم نور و هم دما متغیرهای محیطی مهمی هستند که رشد و توسعه گیاهان را مشخص می‌کنند. نور به خصوص در هدایت فتو سنتز و تولید قند مهم است. دما راننده قوی بخش سلولی است که در آن قند در دسترس به تولید برگ جدید، ساقه، ریشه و یا تولید زیستی تبدیل می‌شود. هم چنین هر دو عوامل مهم هستند - همراه با در دسترس بودن مواد مغذی و آب - در تعیین منبع: تعادل بین یک گیاه، مقدار قند موجود برای گیاه در رابطه با پتانسیل رشد آن. نسبت گرمایی یک توصیف کمی است که می‌تواند برای تقریب این تعادل بکار رود.

## محاسبه و واحدها
نسبت گرمایی با تقسیم انتگرال دایلی (تراکم شار فوتون فوتون طی یک روز محاسبه می‌شود؛ دیل)گیاهان در معرض دمای روزانه پایه قرار دارند (tb). ptr = دیل tb. بنابراین واحدها، یک کوانتوم مول متر - ۲ سانتی گراد  - ۱ سانتی گراد هستند. به همین ترتیب، تعداد روزه‌ای درجه به جای tb به خودی خود استفاده شده‌است، با واحدهای تشکیل درجه مول - ۱ - ۱. مفهوم ptr در مطالعات مفصل رشد و بهره‌وری یک گونه خاص معرفی شده‌است. برای این گونه‌ها یک tb دمای پایه انتخاب می‌شود که برای آن معلوم است که هیچ گونه طویل شدن برگ کم‌تر از این دما رخ نمی‌دهد که برای بسیاری از گونه‌های معتدل دما در حدود ۵ درجه سانتی گراد خواهد بود.
در توصیف محیط رشد یک گستره وسیعی از گیاهان بدون اشاره به هر گونه خاص، tb تا صفر درجه سانتیگراد در نظر گرفته شده‌است.

## محدوده عادی
نسبت گرمایی نسبت به سال در مناطق استوایی نسبتا ثابت است، با مقادیر پست در حدود ۱.۳ مول - ۲ درجه - ۱ درجه سانتیگراد - ۱. در عرض‌های بالاتر ptr در فصل بهار، در فصل بهار و در پاییز پایین می‌آید. در طول فصل رشد، مقادیر ptr در مناطق بورئال و حدود ۲ در مناطق معتدل وجود دارند. گیاهانی که در گلخانه ها رشد می‌کنند اغلب در a از ۱ سالگی رشد می‌کنند و آزمایش‌ها با رشادی اغلب در a در اطراف ۰.۲. انجام می‌شوند.

## اثرات روی گیاهان
بسیاری از تاثیراتی که به نور نسبت داده می‌شوند در واقع به دما نیز وابسته هستند. به عنوان مثال، طویل شدن ساقه در نور کم تنها زمانی رخ می‌دهد که دما بالا باشد، اما نه در زمانی که دما نزدیک به ۰ سانتی گراد باشد. در گندم، ptr در ماه قبل از گردهمایی به شدت تعداد هسته‌ها را مشخص می‌کند. در باغبانی، گیاهانی که در سطح بالا رشد می‌کنند به طور کلی ساقه‌های ضخیم‌تر، ساقه کوتاه‌تر و گل‌های بیشتر دارند و بنابراین بازده قابل‌فروش بالاتری دارند.